# Печорская ГРЭС
Печорская ГРЭС — тепловая электростанция в России, расположена в 3,5 км от города Печора, недалеко от реки Печора. Входит в состав группы Интер РАО с 2012 года.

## Собственники, руководство и показатели деятельности
ГРЭС с 1 октября 2012 года входит в состав АО «Интер РАО — Электрогенерация». Директор станции — С.Г. Спицын.
Установленная мощность электростанции составляет 1 060 МВт. Тепловая мощность станции — 327 Гкал/час.
Печорская ГРЭС — самая мощная конденсационная и единственная блочная станция в Республике Коми, производит около 38,2% электроэнергии в республике. Станция – единственный поставщик тепловой энергии для нужд потребителей железнодорожной и частично речной части города Печора. Потребителями являются  около 20 000 жителей и более 200 организаций и предприятий.
Коэффициент использования установленной мощности (КИУМ) за 1 полугодие 2019 года составил 38,14%. В осенне-зимний период Печорская ГРЭС загружена не более чем на 50%, при этом ежегодная выработка электроэнергии составляет более 3,5 млрд кВт*ч.
Возможности станции по выработке электроэнергии остаются невостребованными в связи с проблемой запертых мощностей. Увеличить выдачу мощности, а также повысить надежность электроснабжения Центрального и Южного энергоузлов Республики Коми, Котласского энергоузла Архангельской области удастся за счёт строительства второй цепи линии электропередачи 220 кВ «Печорская ГРЭС – Ухта – Микунь». Первая очередь ВЛ-220 «Микунь-Ухта» введена в строй 2 декабря 2013 года.  

## Проектирование и строительство
Решение о строительстве в Коми АССР крупной тепловой электростанции было принято постановлением ЦК КПСС и Совета Министров  СССР от 8.01.1969 года. На заседании Министерства энергетики СССР 18 апреля 1969 года  мощность Печорской ГРЭС определена в размере не менее 2400 тыс. кВт, а тепловая мощность первой очереди – 434 Гкал/ч. Для будущего персонала ГРЭС и строительно-монтажных кадров было предусмотрено строительство жилого микрорайона с комплексом объектов социально-культурной сферы.
Основной задачей ГРЭС было питание электроэнергией загоризонтной РЛС, расположенной неподалёку от города.
Технический проект на строительство станции был разработан институтом «Теплоэлектропроект» (Рижское отделение). По проекту должно было быть построено двенадцать (в т.ч. 6 - первая  очередь) энергоблоков мощностью 210 МВт каждый.
Строительство ГРЭС началось в 1974 году. Первым делом была осуществлена вырубка леса под ложе водохранилища и стройплощадки, построены подъездные железнодорожные пути и автодороги. В 1978 году построена пусковая котельная ПГРЭС. 
В феврале 1979 г. был введён в промышленную эксплуатацию энергоблок №1, в октябре 1980 года – энергоблок №2, в октябре 1984 года – энергоблок №3. Все три блока мощностью 210 МВт и производительностью котла 670 тонн пара/час. В июне 1987 введён в эксплуатацию энергоблок №4, а в июне 1991 года – энергоблок №5. Оба блок мощностью 215 МВт и производительностью котла 670 тонн пара/час. В 1981 году построена дымовая труба высотой 250 метров. 
По состоянию на 2019 год в эксплуатации находятся пять агрегатов.
Основной вид топлива станции за период эксплуатации не изменился: станция работает на смеси попутного и природного газа.
Топливо поставляется на станцию из следующих месторождений:
- Попутный газ — с нефтепромыслов Кыртаельского и Печоро-Кожвинского месторождений.
- Природный газ — с магистрального газопровода "Бованенково-Ухта"

Резервным топливом станции является мазут марки М-100.
| № энергоблока               | 1 (210 МВт)          | 2 (210 МВт)          | 3 (210 МВт)          | 4 (215 МВт)          | 5 (215 МВт)          |
| Ввод в эксплуатацию         | 5 февраля 1979       | 30 октября 1980      | 3 октября 1984       | 30 июня 1987         | 26 июня 1991         |
| --------------------------- | -------------------- | -------------------- | -------------------- | -------------------- | -------------------- |
| Котлоагрегаты: Тип/мощность | ТГМЕ — 206ХЛ/670 т/ч | ТГМЕ — 206ХЛ/670 т/ч | ТГМЕ — 206ХЛ/670 т/ч | ТГМЕ — 206ХЛ/670 т/ч | ТГМЕ — 206ХЛ/670 т/ч |
| Турбоагрегаты: Тип/мощность | К-210-130-3/210 МВт  | К-210-130-3/210 МВт  | К-210-130-3/210 МВт  | К-215-130-1/215 МВт  | К-215-130-1/215 МВт  |
| Генераторы: Тип/мощность    | ТГВ-200М/235 МВА     | ТГВ-200М/235 МВА     | ТГВ-200М/235 МВА     | ТГВ-200-2М/259 МВА   | ТГВ-200-2М/259 МВА   |

## Производства станции
Система циркводоснабженияНа станции создана система циркводоснабжения оборотная с прудом-охладителем, подпитка которого осуществляется насосами с реки Печора. Циркводоснабжение ГРЭС осуществлено по замкнутому циклу через водохранилище. Ложем водохранилища является естественное углубление на рельефе местности недалеко от станции. Подпитка водохранилища осуществляется насосной станцией водой с реки Печора. На сбросном канале станции может разводиться рыба.
Химический цехВ процессе эксплуатации тепловой электростанции в ее пароводяном цикле теряется некоторое количество добавочной, питательной и котловой воды, пара и конденсата, сетевой воды, которое восполняется добавочной водой, подготавливаемой на водоподготовительной установке в Химическом цехе. Источником водоснабжения водоподготовительной установки является водохранилище. Водоподготовительная установка состоит из двух самостоятельных схем: двухступенчатой установки «глубокого» обессоливания с ионитными прямоточными фильтрами производительностью 200т/ч и установки для подготовки подпиточной воды теплосети производительностью 100т/ч. Начальным этапом подготовки для обеих схем является предочистка с осветлителями для коагуляции и механическими фильтрами. Режим эксплуатации водоподготовительных установок и водно-химический режим призваны обеспечить работу электростанции и тепловых сетей без повреждений и снижения экономичности, вызванных коррозией внутренних поверхностей водоподготовительного, теплоэнергетического и сетевого оборудования, а также образованием накипи и отложений в проточной части турбин, шлама в оборудовании и трубопроводов электростанции и тепловых сетей.
Выработка и распределение теплаУстановленная тепловая мощность станции составляет 327 ГКал. Каждый энергоблок имеет в своём составе блочные бойлерные установки номинальной мощностью 37,4 ГКал/ч. Общая номинальная мощность этих установок составляет 187 ГКал/ч. В дополнение к этому имеются 2 пиковых подогревателя сетевой воды. Пусковая котельная для теплоснабжения промплощадки в начале 2000гг. демонтирована. Протяжённость магистральной теплосети станции — 12,5 км. Она обеспечивает теплоносителем весь комплекс жилых и промышленных зданий железнодорожной и частично промзону между речной и железнодорожной частями города Печора. Строительство магистральной теплосети 2-й очереди с вводом теплопроводов в речную часть и Северный промузел прекращено, недостроенные сооружения демонтированы к середине 2018.